# Taibo

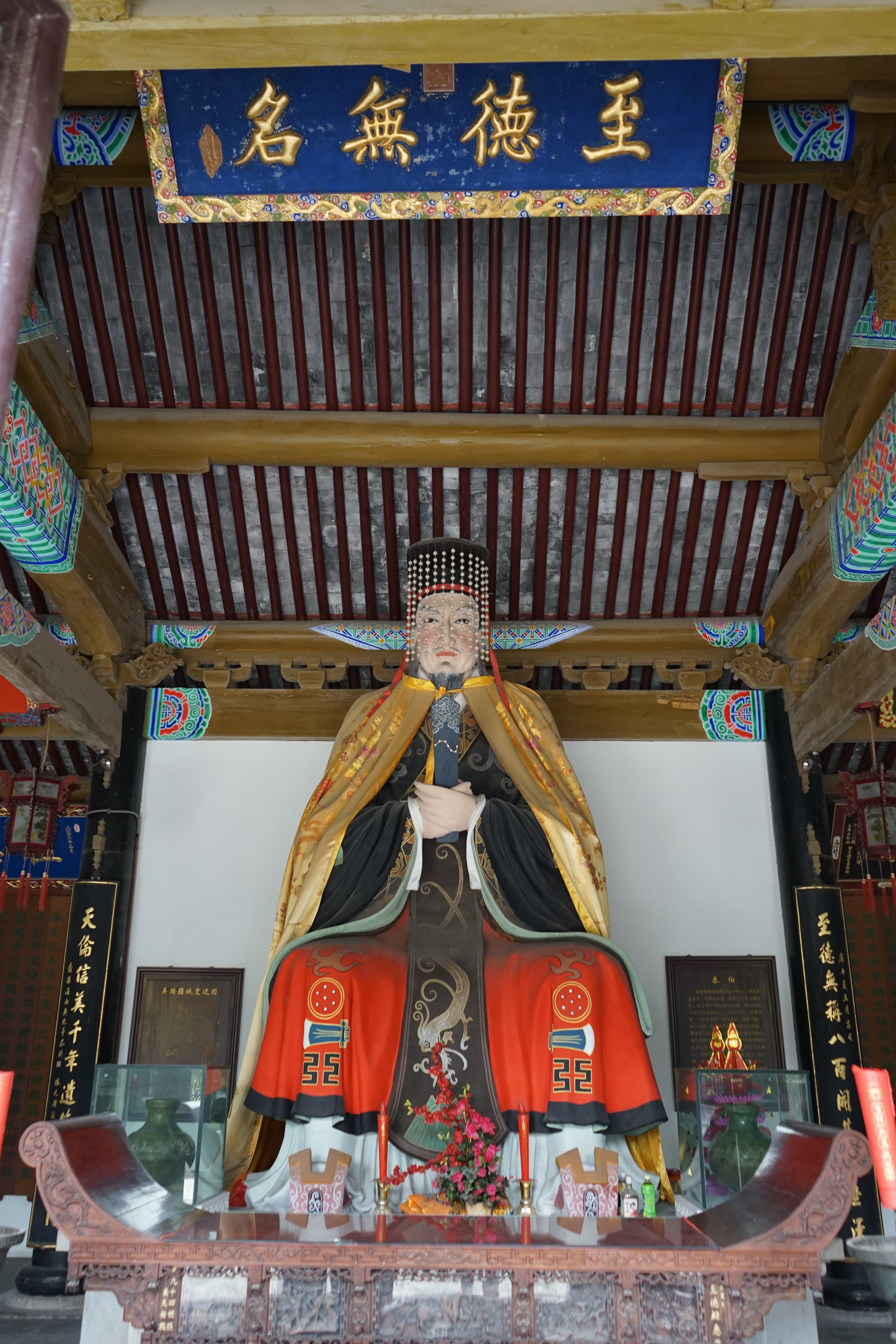
Estátua de Taibo, Templo de Taibo, Wuxi

Taibo ou Taibo de Wu foi o filho mais velho do Rei Tai de Zhou e o lendário fundador do Estado de Wu. As suas datas exactas de nascimento e morte são desconhecidas.
Durante seu reinado, Taibo desenvolveu irrigação, incentivou a agricultura e cavou o rio Taibo (泰伯 瀆). Quando Taibo morreu, ele não tinha herdeiro e passou o trono para seu irmão mais novo, Zhongyong. É dito que após a conquista da Dinastia Shang, o rei Wu de Zhou encontrou Zhouzhang, um bisneto de Zhongyong, e fez dele o rei de Wu.

### Conexão com o Japão antigo
Visitas embaixadoras ao Japão pelas dinastias chinesas de Wei (Cao Wei, 220-266) e Jin (266-420) registaram que os Wajin (倭人) do Japão alegaram ser descendentes de Taibo de Wu. Vários estudiosos sugerem que o povo Yamato e a Dinastia Yamato são descendentes dos Wu e possivelmente de Taibo.